# Burggen
Burggen è un comune tedesco di 1 700 abitanti, situato nel land della Baviera.

## Da ammirare
- Chiesa parrocchiale di Santo Stefano con figure scolpite da Anton Sturm
- ex santuario di Sant'Anna con soffitto a cassettoni e dipinti in grisaglia
- Chiesa parrocchiale di Sant'Osvaldo in Tannenberg, eretta in stile impero fra il 1814 e il 1826